# Paolo Magistrini
Paolo Magistrini (Casalecchio di Reno, 24 novembre 1936 – Varese, 24 luglio 2025) è stato un cestista italiano.

## Carriera
In Serie A ha vestito la maglia di Varese dal 1954 al 1961, facendo parte della squadra che nel 1960/61 ha vinto il primo scudetto della storia varesina.

## Palmarès
- Campionato italiano: 1

Pall. Varese: 1960-61